# The Exploited
The Exploited é uma banda escocesa, formada em 1979. É considerada uma das bandas mais importantes e mais influentes do cenário punk britânico e mundial, o Exploited faz um som agressivo com letras politizadas, contra a mediocridade e a corrupção política, a violência da polícia, as guerras, a religião e a favor dos deserdados não só do seu país, mas também mundial.

## História
Foram influenciados inicialmente pelo surgimento do street-punk do fim dos anos 1970 e, em especial o movimento nascente Oi! (ainda não conhecido por esse nome), Wattie Buchan, que tinha passado anos servindo às forças armadas britânicas, se junta a John Duncan, Gary McCormack e DRU Stix(Andrew Campbell) e decidem formar sua própria banda.
Há uma série de rumores de que a banda foi precedida por uma anterior, envolvendo o irmão mais velho de Wattie, chamado "Terry" e alguns membros efêmeros em meados de 79 (Steve Hayboy na guitarra, Mark Patrizio no baixo e James "Jimbo" Park na bateria), mas que teriam abandonado a banda, não gravado nenhuma demo e perdido o interesse musical, em seguida, foram substituídos pelo primeiro alinhamento "oficial" da banda em 1980, Wattie Buchan, Jonh Duncan, DRU Stix e Gary McCormack. De acordo com a banda, o antigo "The Exploited" não foi necessariamente a primeira formação e sim uma banda momentânea anterior que teve apenas o mesmo nome.
Já no início de 1980 o The Exploited iniciou uma forte atividade na segunda onda do punk britânico (também conhecido como UK82), fazendo shows, edição simples e congregando um número relativamente grande de seguidores.
punks, skinheads, headbangers e afins compõem o público da banda e desde o início o The Exploited se declarou partidário da cena de união entre skinheads, razão porque muitos consideram o The Exploited como uma banda Oi!, sendo incluídos em algumas compilações do gênero (como o seminal Oi! The Album, Lords Of Oi! e outros).No entanto, sempre se autodenominaram punks. A imagem do Exploited é lembrada como a primeira banda a adotar o visual punk extremo especialmente Wattie Buchan com o corte de cabelo moicano (inspirado nos guerreiros de uma tribo indígena norte-americana, que segundo ele mesmo, enquanto estava no exército, já exibia o corte e foi jogado na prisão durante uma semana por isso), jaqueta de couro com rebites, correntes, botas Dr. Martens e calça desbotada, sendo o proletor do visual no movimento punk influenciando não só punks, como várias bandas do gênero até os dias de hoje. Nas primeiras apresentações undergrounds antes mesmo de lançarem suas primeiras demos, a banda adotava um visual mais próximo da primeira estética punk, similar aos dos membros dos Sex Pistols.
Teve durante todos esses anos de grupo, várias mudanças na sua formação mas, mantendo sempre a sua frente como mentor e responsável pela sobrevivência da banda, o letrista, vocalista e praticamente o faz tudo no grupo, Wattie Buchan. O Exploited é parte dos primeiros momentos do punk no Reino Unido juntamente com The Clash, Discharge, Sex Pistols, GBH, Chaos UK, Varukers, One Way System, UK Subs,Vice Squad, Crass, The Adicts entre outras bandas.
No início Exploited sofreu certo preconceito por ter começado a ser chamada de banda "nazista" ou "fascista", por influenciar a violência em seus shows, pelo uso de uma camiseta com o desenho de uma suástica em um de seus concertos, basta avaliar o contexto histórico para que se veja que os punks daquela época ainda estavam formando a ideologia punk que se vê nos dias hoje, portanto, não havia ideia clara do que era ser punk. O importante era chocar. Nada mais chocante do que o nazismo. Somente depois de alguns anos é que entrou na ideologia punk a briga com os White Powers, os neonazistas, e toda forma de preconceito. Naquela época, o importante era chocar, os integrantes foram chamados de "skinheads" analogia errônea ao movimento Skinhead, cujas raízes remontam à Inglaterra e aos Rude boys jamaicanos. O movimento nada mais é do que um movimento trabalhista, com gostos em comum, como música e pontos de encontro. O neo-nazismo veio bem depois do começo do "movimento original" e essa noticia se alastrou pelo mundo, porém, anos depois, em seu DVD "Rock 'n' Roll Outlaws", Wattie explica essa situação.
Como já foi dito, um dos alvos principais do Exploited são os políticos, principalmente os do seu país. Uma das mais perseguidas pelo grupo em forma de letras é a ex-primeira ministra Margaret Thatcher. No terceiro disco do grupo, expressam forte oposição à guerra das Malvinas, travada entre a Inglaterra e a Argentina e apoiada por Thatcher. O disco de 1987, "Death Before Dishonour" ("Morte antes da desonra") tem na capa o desenho de uma "Maggie" com a pele em decomposição abraçada com a morte, enquanto segura na mão esquerda uma nota de dez libras esterlinas. No fundo, túmulos com mortos ressuscitando e na lápide de todos a frase "Died for What" ("Morto para quê?").
A discografia do Exploited é muito vasta e inclui vários álbuns, compactos, discos ao vivo e participações em coletâneas. No EP de 86, "Jesus is Dead" ("Jesus está morto"), uma ideia do conteúdo começa com a capa, o desenho de um punk crucificado em trajes sadomasoquistas com mulheres semi nuas, esqueletos com trajes de freiras (uma delas inclusive segura um vibrador) e vários cifrões em alto relevo saindo do chão.
Uma das características do Exploited é assimilar influências sem descaracterizar o seu estilo original. O início do Exploited mostra uma banda agressiva, som considerado punk rock/hardcore punk, muito embora já tenham sido classificados na categoria de música Oi! (Oi!), inclusive saindo em coletâneas Oi!. No álbum, Fuck the System, é possível perceber uma enorme influência do Metal, e também colagens de ruídos e vozes (samplers), que são características do metal industrial e da música eletrônica, inclusive desagradando alguns de seus fãs mais assíduos, que gostavam do estilo tradicional do grupo, nas antigas.

### Seus primeiros sucessos
No mês de maio de 1981 foi lançado o primeiro álbum de estúdio, o "Punk's Not Dead " que continha clássicos da banda como "Sex And Violence" e "Cop Cars",e se tornou um sucesso de vendas, algo incomum para uma banda tão underground, vendendo cerca de 150.000 cópias foi considerado pelos críticos como um dos álbuns punks mais importantes assim como o "Never Mind the Bollocks" dos Sex Pistols. Outro sucesso que a banda também fez na epóca foi um EP chamado Dead Cities que continha 3 músicas, e que lhe rendeu sua primeira aparição na TV no Top Of The Pops. Os fãs ficaram revoltados e disseram que dessa forma eles estavam se tornando uma banda comercial. A aparição gerou completamente um recorde de vendas,um dia antes da aparição no Top Of The Pops, foram vendidas 20.000 cópias,e no dia seguinte 50.000).Logo depois, o Exploited embarcou na turnê Apocalypse Now Tour ao lado de bandas como Discharge, Infa Riot, Anti Pasti, Chron Gen e Anti-Nowhere League, que já excursionavam no Reino Unido há um bom tempo. Nessa epóca surgiu um certo interesse renovado da mídia e das gravadoras no punk, não como tinha sido na primeira onda do punk, que foi marcada por bandas bem sucedidas que faziam apresentações em grandes casas de shows, e sim com aparinções em noticiarios e frequentemente em notícias de jornais, principalmente de emissoras locais e gravadoras independentes, que iam surgindo cada vez mais em toda parte, exemplos como Secret Records, Pax, Riot City, Mortarhate, Clay Records, Rondelet e várias outras. Nesse mesmo ano a banda também fez uma turnê fora da Grã-Bretanha e passou por países europeus como França, Alemanha, Holanda e Suécia.

### Troops Of Tomorrow e as críticas da guerra
Em 1982, eles decidiram gravar um novo álbum, intitulado como "Troops Of Tomorrow", que era o nome de uma música da banda The Vibrators e que foi incluida no disco. Muitos o consideram como o primeiro grande clássico da banda e seu melhor trabalho, com isso ganharam reconhecimento e fizeram sua primeira turnê norte-americana. Nessa época a mídia mais "mainstream" tive um certo interesse no sucesso que eles estavam gerando e a banda começou a aparecer em diversos artigos de jornais e revistas. Um dia após sua aparição no programa de TV Top Of The Pops, o álbum Troops Of Tomorrow tinha vendido apenas cinquenta cópias , foi quando os fãs viram que eles não tinham de fato se tornado comercias e sim que tinha sido algo apenas momentânio e nessa mesma época a banda anarco-punk Conflict, compôs uma música chamada "Exploitation". Um tempo após o Troops Of Tomorrow ir às vendas,o baterista Dru Stix (Andrew Campbell) foi preso por agressão com arma de fogo e condenado a 7 anos de prisão,então foi rapidamente substituído por "Danny Heatley" e depois pelo ex-membro do UK Subs Steve Roberts,(ambos em 1983), que por sua vez, seria substituído pelo irmão mais novo de Wattie, Willie Buchan, que é o baterista mais estável de toda a formação da banda até hoje. Além disso, "Big" John Duncan foi substituído por "Karl Morris" (ex-membro da banda Xtract) na guitarra e Gary McCormack por "Dunn Billy" no baixo, tudo isso no ano de 1983.

### A crítica da guerra contínua
Com Wattie no vocal,Karl Morris na guitarra, Billy Dunn no baixo e Willie Buchan na bateria, a banda entra em estúdio em 1983 para gravar o EP "Rival Leaders" e o seu terceiro álbum o "Let's Start A War" ... Said Maggie One Day,, cujo título ("Vamos começar uma guerra ..., disse um dia Maggie") contém uma referência à Guerra das Ilhas Malvinas. O álbum segue claramente a mesma linha de seu álbum anterior Troops Of Tomorrow, com letras críticas, músicas rápidas e de curta duração que pode ser classificado entre os mais pesados do hardcore punk puro, ou seja, sem influências significativas de outros gêneros. No entanto, as vendas não foram tão generosas e a cena punk britânica começava a entrar em declínio, em 1984 ocorreu o fim de muitas bandas como Infa Riot, The 4-Skins, Anti Pasti, Chron Gen, The Defects, The Ejected embora o cenário punk desfrutava de uma boa popularidade no resto da Europa e do mundo. No mesmo ano a banda retornou aos Estados Unidos e ao Canadá para fazer um show aos lado dos americanos do Agnostic Front e dos ingleses do UK Subs no "Olympic Auditorium" em Los Angeles ,entretanto o baixista Billy Dunn foi substituído por "Wayne Tyas".

### Horror Epics: O último álbum Uk82
Ao voltarem para a Escócia, a banda se separou por um breve período de tempo em 1984, para gravarem e trazerem ao mercado em 1985 o álbum "Horror Epics". Devido o enfraquecimento do cenário punk britânico e o fim de várias bandas que tinham ganhando respeito e atenção do público, bandas como G.B.H. e The Adicts que continuavam em atividade, fizeram uma turnê pela América do Norte ao lado do Exploited com pequenos concertos que tiveram em média quinhentas pessoas por apresentação, mas a turnê foi desastrosa, houve vários shows suspensos, brigas entre gangues rivais e grupos fascistas e uma das apresentações foi cancelada na metade do show após uma bringa entre Karl Morris e Wattie. Como resultado Karl Morris e Wayne Tyas deixaram a banda, dizendo que tinham sido roubados pelos irmãos Buchan, nessa mesma época a banda gravou um álbum ao vivo com o título de "Live At The Whitehouse" que foi lançado um ano mais tarde.

### O fim de uma era e o início de outra: O Crossover Thrash

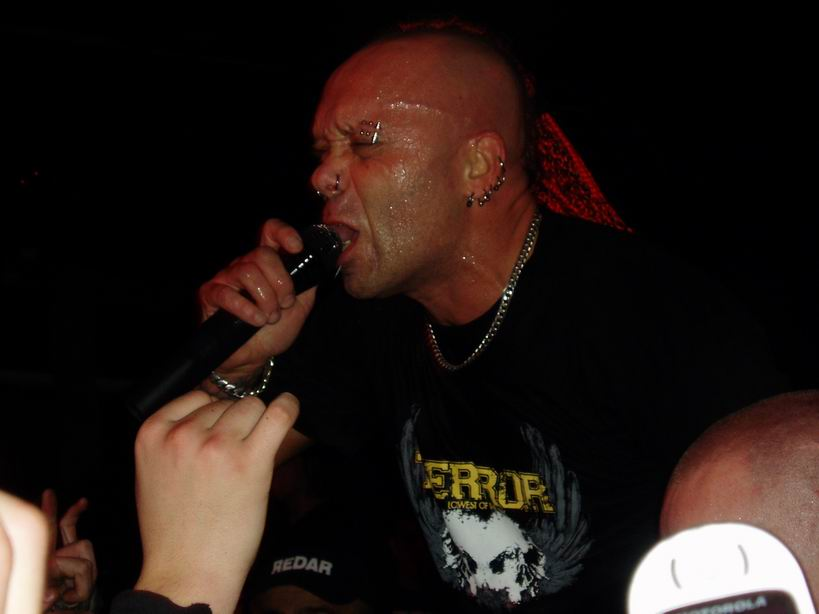
Wattie Buchan

Em 1987, o baixista James Antony Thomson Lochiel conhecido como "Tony" deixou a banda e foi substituído por Mark Smellie apelidado de "Smeeks", nessa epóca o Exploited iria compor um novo álbum, o "Death Before Dishonour ", que considerado um dos álbuns mais produzidos, com diversos arranjos de bateria e até mesmo a participação de vocais femininos em algumas faixas, já demonstrando um som metalizado, mas a própria banda afirma não ter influência de nenhuma banda de metal e sim que exerceram influência sobre elas principalmente bandas de thrash metal e black metal old school. A mistura de estilos expandiu seu público após o seu som se tornar mais agressivo (Crossover ou chamado até mesmo de "Punk Metal", que era um estilo bem popular na época) mas mesmo assim não perdendo suas características e principalmente sua ideologia que continha nas letras de suas músicas que de certa forma eram admiradas pelo seu público tradicional.

### The Massacre
Depois de outra turnê no Reino Unido, América do Norte e várois outors países da Europa em 1989, Gordon Belfour substituiu Nigel Swanson e Tony Martin assume o lugar de Willie Buchan na bateria. É com esta formação que a banda lança seu novo álbum, "The Massacre" em 1990, que mostra um som mais trabalhado, e uma clara mistura entre hardcore punk, crossover thrash e thrash metal e com faixas de maior tempo de duração do que os seus trabalhos anteriores.
Em 1991 Willie Buchan retorna a banda novamente como baterista. É neste período que se inicia um novo trabalho do grupo: depois de vários anos lançando discos e mais discos resolvem fazer turnês pelo mundo a fora. 1991 foi o ano em que a banda viajou pela primeira vez ao Japão. Em suas apresentações no país gravaram um DVD e um álbum ao vivo que faram lançados somente em 1994. Em 1992, a banda de thrash metal "Slayer" e o rapper "Ice T" fizeram um medley das músicas "UK 82", "Disorder" e "War", que são faixas do álbum Troops Of Tomorrow, em que a música "Disorder" foi renomeada. As letras de "UK 82" foi modificada e re-intitulada  de "LA 92", referindo-se ao tumulto que ocorreu na cidade californiana após o taxista afro-americano, Rodney King, ter sido violentamente espancado pela polícia de Los Angeles que o haviam detido sob a acusação de dirigir em alta velocidade na noite de 3 de março de 1991. A música "Disorder" do medley da banda Slayer e do rapper Ice T fizeram parte de uma trilha sonora do filme Judgment Night, de 1993.
John Duncan foi durante um tempo guitarrista do Nirvana e tocou na música "Very Ape" do álbum "In Utero" lançado 1993, mas participou apenas de uma apresentação ao vivo, antes de ser substituído por Pat Smear, ex-guitarrista do The Germs. Esses acontecimentos aumentaram em certa medida a popularidade da banda entre o meio musical. Em 1993, a banda fez turnês pelo México, Argentina e Brasil, visitou países como Rússia, Israel e novamente o Japão, além de também ter se apesentado na Inglaterra, América e outros países da Europa.

### Os temas e críticas
A banda, desde o início, sempre abordou temas distintamente anarquistas e antiestablishment, mesmo assim se declararam apolitícos. Wattie Buchan fez letras que tratavam do exército, após a sua experiência nas forças armadas britânicas: em canções como Army Life ("Vida Militar"), S.P.G ("Grupo de Patrulha Especial") , Alternative ("Alternativa"), Boys in Blue ("Homens de Azul/Policiais") e Dogs Of War ("Cães de Guerra"), há uma forte crítica contra a polícia e aos governos britânico e americano, também mensagens anarquistas em canções como I Believe in Anarchy ("Eu acredito na anarquia") e Law for the Rich ("Lei para os ricos").
O primeiro álbum, "Punk's Not Dead", faixas como Punk's Not Dead ("Punk não está morto"), Cop Cars ("Carros de Polícia") e Exploited Barmy Army ("Exército Exploited") que foi uma canção feita em homenagem aos fãs da banda. Em canções como Fourty Odd Years Ago ("Quarenta estranhos anos atrás") Buchan faz críticas a Benito Mussolini e a Adolf Hitler.

## Formação

### Atual
- Wattie Buchan - Vocal (1979 - atualmente)
- Gav - Guitarra (2007 - atualmente)
- Irish Rob - Baixo (1996 - atualmente)
- Willie Buchan - Bateria (1983 - 1989,1991 - atualmente)

### Vocalista
- Terry Buchan - (1979)

### Guitarristas
- Hayboy Steve - (1979 - 1980)
- John Duncan ("Big John") - (1980 - 1983)
- Karl Morris - (1983 - 1985)
- Mad Mick - (1985)
- Nigel Swanson ("Nig") - (1985 - 1990)
- Gordon Balfour ("Gogs") - (1989 - 1991)
- Fraser Rosetti - (1991 - 1995)
- Arthur Dalrymple ("Arf") - (1996 - 1998)
- Robbie Davidson - (1998 - 2007)

### Baixistas
- Mark Patrizio - (1979 - 1980)
- Gary McCormack - (1980 - 1983)
- Billy Dunn - (1983 - 1984 / 1996 -1997)
- Wayne Tyas - (1984 - 1985 - 1986)
- John Armitage ("Deptford") - (1985 - 1986)
- James Antony Thomson Lochiel ("Tony") - (1986 - 1987)
- Mark Smellie ("Smeeks") - (1988 - 1993)
- Jim Gray - (1993 - 1996)
- Mikie - (2000 - 2003)

### Bateristas
- Jim Park ("Jimbo") - (1979)
- Andrew Campbell ("Dru Stix") - (1979 - 1982)
- Danny Heatley - (1982)
- Steve Roberts - (1982)
- Tony Martin - (1989 - 1991)
- Ian Purdie ("Pud") - (1991 - 1992)
- Reiner - (1997)

## Discografia
| Álbuns de estúdio      | Ano  |
| ---------------------- | ---- |
| Punk's Not Dead        | 1981 |
| Troops Of Tomorrow     | 1982 |
| Let's Start A War      | 1983 |
| Horror Epics           | 1985 |
| Death Before Dishonour | 1987 |
| The Massacre           | 1990 |
| Beat The Bastards      | 1996 |
| Fuck The System        | 2003 |